# Кнежевина Јерсика
Кнежевина Јерсика (лет. Gerzika, terra Lettia, рус. Ерсика, Герцике; такође позната као Лотыгола) је била латгалијанска кнежевина у раном средњем веку на територији данашње Летоније и једна од највећих раних држава у Летонији пре немачких освајања. Престоница Јерсика је била градина 165 км југоисточно од Риге.

## Историја
Јерсика је основана у 10. веку као предстража Полоцке кнежевине на старом „трговачком путу од Варјага до Грка”. Њоме су владали православни кнежеви из Латгалијско-Полоцке гране династије Рјурикович.
У 1209. години Висвалдис, кнез Јерсике, био је поражен од бискупа Алберта Ришког и Ливонијског братства мача, а његова супруга из Литваније је заробљена. Био је приморан да потчини своју кнежевину бискупу Алберту као и да призна Ришку бискупију, а добио је у посед само део кнежевине и то као феуд. Изгубио је градове Аутине и Цесвајне, али је задржао Јерсику, Маконкалнс и Наујене. Висвалдова феудална повеља је најстарији сачувани такав документ у Летонији, а у тој повељи Висвалд се ословљава „краљем Јерсике” (Vissewalde, rex de Gercike, у другом документу такође Wiscewolodus rex de Berzika).
У 1211. години део Јерсике под контролом бискупа Алберта био је подељен између Ришке бискупије и Ливонског братства мача. 1212. године Полоцк је престао да плаћа данак Јерсики у корист бискупа Алберта. 1214. године Немци су напали дворац Јерсика и отпуштали га. Балтичка немачка династија Икскил захтевала је да Конрад Икскил ожени Вивалдисову кћерку.
Након Вивалдисове смрти 1239. године његов феуд је преузео Ливонски ред, али су то присвајање више пута оспоравали владари Литваније и Новгорода, који су периодично покушавали да освоје ту територију.